# Fairview (Kentucky)

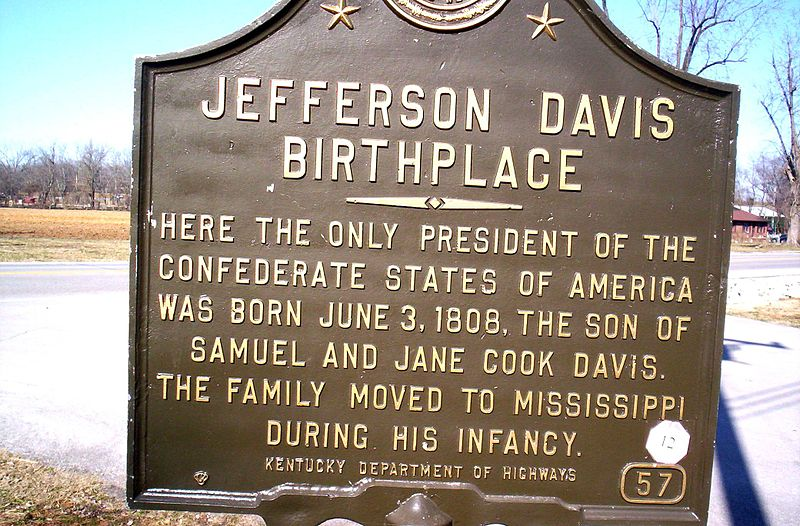
Tablica upamiętniająca narodzenie Jeffersona Davisa w Fairview.

Fairview – miasto w Stanach Zjednoczonych, w stanie Kentucky, w hrabstwie Kenton.
W Fairview urodził się m.in. Jefferson Davis.